# Bataille de Baia (1467)
Guerres hungaro-moldaves
La bataille de Baia (bătălia de la Baia en roumain, Moldvabányai csata, en hongrois) qui se déroula le 15 décembre 1467, fut une bataille importante dans l'histoire de la Moldavie. La bataille opposa le voïvode de Moldavie Étienne III le Grand au roi de Hongrie, Mathias Ier Corvin.
L'enjeu de la bataille fut le port-forteresse danubien de Chilia Nouă (« nouvelle Chilia »), concédé à la Hongrie par le voïvode de Moldavie Petru Aron. Son successeur Étienne III le Grand est confronté à l'Empire ottoman qui avait conquis et détruit Chilia Veche (« ancienne Chilia ») en 1422. Étienne a besoin du port et de la forteresse : il révoque les privilèges de la Hongrie dans les ports de Chilia, et de Cetatea Albă en 1465, ce qui mène Mathias Ier Corvin à confisquer les domaines d'Étienne le Grand en Transylvanie (citadelles de Balta et Ciceu près de Dej) et à envahir la Moldavie le 19 novembre 1467.
Mathias Ier Corvin incendie Roman et menace la capitale moldave Suceava, puis entre dans Baia, d'où il se fait chasser par Étienne dans la nuit du 14 au 15 décembre. Les Hongrois subirent d'énormes pertes et la ville est en partie brûlée. Mathias Corvin lui-même fut blessé par trois flèches. Les estimations au début de la bataille étaient de 40 000 hommes pour les Hongrois, et de 30 000 du côté moldave. La situation reste indécise, mais la menace ottomane détermine les deux monarques à se réconcilier : Étienne récupère ses domaines de Transylvanie et Mathias ses privilèges dans les ports moldaves.

## Source
- Nicolae Iorga, Histoire des Roumains et de la Romanité orientale, 10 volumes en 11 tomes, Bucarest 1937-1945, tome V.